# ᛃ
ᛃ (ジェラ、英語: jera) はルーン文字の第12字母で、北欧ルーンや、アングロサクソンルーンにおいて /j/ の音価を表す文字である。その名称は "年"を意味し、yearの語源である。